# سنگ قبر بابا فولاد حلوائی
سنگ قبر بابا فولاد حلوائی مربوط به دوره صفوی است و در تخت فولاد در شهر اصفهان، شمال تکیه خاتون‌آبادی واقع شده و این اثر در تاریخ ۱۰ خرداد ۱۳۸۲ با شمارهٔ ثبت ۹۰۷۰ به‌عنوان یکی از آثار ملی ایران به ثبت رسیده است.بابا فولاد حلوایی پسر استاد شجاع (متوفی ۹۵۹ ه‍.ق) یکی از عرفا و صوفیه است که عده‌ای معتقدند تختگاه او در این زمین بوده‌است و به این جهت ابتدا به منطقه کوچکی که آرامگاه بابافولاد بود «تختگاه بابا فولاد» گفته می‌شد و از نیمه دوم قرن یازدهم هجری نام «تخت فولاد» به جای مزار بابا رکن‌الدین شایع شد و رواج یافت. او ظاهراً از جوانمردان روزگار خویش بوده و عوام تخت فولاد وی را از اولیا می‌شناسند و از او کرامت‌ها حکایت می‌کنند. سنگ گور وی هم‌اکنون در صحن مرکز تلفن تخت فولاد موجود است.